# Chicago, Rock Island and Pacific Railroad
A Chicago, Rock Island and Pacific Railroad (CRI&P RR) (sigla de marca: RI) foi uma companhia ferroviária de primeira classe dos Estados Unidos da América. Ela também era conhecida como a Rock Island Line, ou, nos anos finais, The Rock.
A construção da Rock Island iniciou em 1 de outubro de 1851, em Chicago, e o primeiro trem foi operado em 10 de outubro de 1852, entre Chicago e Joliet.
As suas principais linhas incluíam Minneapolis⁣ a ⁣Kansas City, via Des Moines; St. Louis à Santa Rosa, via Kansas City; Herington⁣ a ⁣Galveston, via Fort Worth e Dallas; e Santa Rosa à Memphis. O maior tráfego era nas linhas de Chicago à Rock Island e Rock Island à Muscatine.

## Presidentes
Os presidentes da Rock Island Railroad foram os seguintes:
- James W. Grant, 27 de novembro de 1850 - 22 de dezembro de 1851
- John B. Jervis, 22 de dezembro de 1851 - dezembro de 1854
- Henry Farnam, dezembro de 1854 - junho de 1863
- Charles W. Durant, junho de 1863 - agosto de 1866
- John F. Tracy, agosto de 1866 - 14 de abril de 1877
- Hugh Riddle, 14 de abril de 1877 - 6 de junho de 1883
- Ransom Reed Cable, 6 de junho de 1883 - junho de 1898
- Warren G. Purdy, junho de 1898 - 31 de dezembro de 1901
- William Bateman Leeds, 31 de dezembro de 1901 - 26 de março de 1904
- Benjamin L. Winchell, 26 de março de 1904 - dezembro de 1909
- Henry U. Mudge, dezembro de 1909 - 20 de abril de 1915
- Jacob M. Dickinson, 20 de abril de 1915 - 21 de junho de 1917
- James E. Gorman, 21 de junho de 1917 - 7 de junho de 1933
- Joseph B. Fleming, Frank Orren Lowden (até sua morte em 20 de março de 1943) e James E. Gorman (até sua morte em 25 de março de 1942) nomeou o recebedor da curadoria durante o pedido de falência, (7 de junho de 1933 - 31 de dezembro de 1947). Aaron Colnon restituiu Frank O. Lowden como curador em 19 de abril de 1943
- John D. Farrington, 1 de janeiro de 1948 - 1955
- Downing B. Jenks, 1956 - 1961
- R. Ellis Johnson, 1961 - 1964
- Jervis Langdon, Jr., 1965 - 1970
- William J. Dixon, 1970 - 1974
- John W. Ingram, 1974 - 17 de março de 1975
- William M. Gibbons, 17 de março de 1975 - 1 de junho de 1984